# Thurismund
Thurismund, más írásmóddal Thorismod, Thorismuth (? – 551)
Gepida trónörökös herceg, Thurisind király fia. 551-ben elesett a szerémségi „Asfeld”-en a longobárdok elleni csatában, vezére halálával a gepida sereg felbomlott. Csupán longobárd legenda, az itáliai „Alboin-saga”  dicsekvése, hogy Thurismondot (az akkoriban 4-5 éves) Alboin herceg ölte volna meg párviadalban. Halála után fia, Reptila lesz a gepida trónörökös.